# Gymnocorymbus ternetzi
Gymnocorymbus ternetzi, vulgarmente conocido como monjita o tetra negro, es una especie de pez de la familia Characidae en el orden de los Characiformes. Al igual que otras muchas especies de peces, es famoso en el mundo de la acuariofilia.

## Características y comportamiento
Los machos suelen ser algo menores que las hembras. En su hábitat natural pueden llegar a medir hasta 7,5 centímetros de longitud,pero en acuarios no suelen crecer más de 5 centímetros. Su cuerpo es de color negro y grisáceo, siendo más oscuro en los machos. Donde este último color, le atraviesan dos franjas negras verticales. Pueden aparecer monjitas leucísticas y/o albinas, desgraciadamente y cruelmente, teñidas artificialmente de la mano del hombre de múltiples colores para darles un atractivo mayor, al igual que con otros peces, como los mollys o los peces loro de agua dulce, a los cuales incluso se les tiñen sobre su cuerpo formas de corazones, caritas alegres, etc.  
Las monjitas son peces de cardumen. Son activas, algo nerviosas y suelen nadar en la parte media del acuario. Si no se encuentran cómodas, se esconden detrás de la vegetación o la decoración. Al igual que los barbos de Sumatra, se les conoce como peces "comealetas" por lo que no se deben juntar con peces de aletas largas, vistosas y coloridas. como los guppys o los escalares de velo. Sus compañeros ideales en el acuario suelen ser otros tetras. Este comportamiento se elimina proporcionando un buen espacio de nado al acuario.

## Alimentación
Son peces omnívoros.En la naturaleza comen gusanos, algunos crustáceos y pequeños insectos. En el acuario aceptarán perfectamente las escamas, aunque es recomendable darle algunas veces alimento vivo y también vegetal, como las larvas de mosquito o Spirulina.

## Acuario apropiado y parámetros del agua
Bastará con un acuario de 40L para un cardumen de estas. Es conveniente que el sustrato sea de color negro, ya que de esta forma destacarán más en el acuario y también les proporcionará más tranquilidad, pero el sustrato también puede ser opcional. Se pueden añadir plantas naturales, aunque de vez en cuando pueden aparecer mordisquedas.
No son muy exigentes con los parámetros del agua. El pH debe ser neutro (7) y la dureza del agua media.

## Distribución geográfica
Se encuentran en Sudamérica:  cuencas de los ríos  Paraguay y Guaporé en la Argentina.